# Amanda Nildén
Amanda Nildén, née le 7 août 1998 à Stockholm, est une footballeuse internationale suédoise évoluant au poste de défenseure avec Tottenham.

## Biographie

### En club

#### IF Brommapojkarna (2014-2016)
Elle commence dans son pays natal, en équipe de jeunes de l'IF Brommapojkarna, avec qui elle fait ses débuts professionnels en 2014. Elle manquera l'intégralité de la saison 2015, à la suite d'une rupture des ligaments croisés antérieurs.

#### AIK Fotboll (2017)
En 2017, Amanda est transférée l'AIK en février 2017 où elle restera qu'une saison avec le club, reproduisant le parcours de son père David et de son grand-père Jim qui ont tous les deux joués au club.

#### Brighton & Hove Albion (2018-2020)
L'année suivante, elle vit sa première expérience à l'étranger, en s'installant dans le club anglais de Brighton & Hove Albion, où elle reste pendant deux ans, obtenant une promotion en FA Women's Super League dès sa première saison sous le maillot blanc et bleu.

#### Eskilstuna United DFF (2020-2021)
En 2020, elle retourne en Suède en rejoignant le club d'Eskilstuna United DFF. Elle n'y restera que pour une saison.

#### Juventus (depuis 2021)
À l'été 2021, elle part en Italie, acheté par la Juventus. À Turin, elle retrouve Matilde Lundorf Skovsen, déjà sa partenaire de vestiaire à Brighton & Hove Albion.

### Sélection nationale
Nildén commence à être appelée par la Fédération suédoise de football (SvFF) en 2013, débutant dans l'équipe des moins de 15 ans et passant dans l'équipe des moins de 16 ans l'année suivante, avec laquelle elle participe à la Coupe nordique (Nordisk Flick), marquant son premier but lors de la victoire 13-0 sur l'Estonie, avant de disputer la finale, perdue 3-0 contre l'Allemagne.
En octobre de la même année, elle fait son entrée en équipe des moins de 17 ans et est incluse dans le groupe pour les qualifications du Championnat d'Europe 2015 en Tchéquie, où elle est utilisée lors des trois matchs de la première phase, contribuant au passage de son équipe au tour suivant.
Après presque deux ans, en août 2016, elle est appelée pour un match amical contre la Norvège entre les formations des moins de 18 ans et, quelques mois plus tard, elle est appelée à participer à la qualification pour le Championnat d'Europe d'Irlande du Nord 2017 avec l'équipe des moins de 19 ans, faisant un total de huit apparitions dont six dans les deux phases éliminatoires du tournoi de l'UEFA sans que la Suède ne passe en phase finale.
Depuis 2018, elle est régulièrement appelée dans l'équipe des moins de 23 ans, cumulant, à partir de novembre 2021, 18 apparitions entre tournois non officiels et matchs amicaux, revenant au but avec un doublé contre la Chine des moins de 20 ans le 9 avril 2018.
Elle doit attendre 2021 pour sa première convocation en équipe de Suède, lorsqu’elle est appelée par l'entraîneur principal Peter Gerhardsson pour le match amical du 23 février, une victoire 2-0 contre Malte, où elle fait ses débuts en remplaçant Julia Roddar à la 63e minute. Sjögren continue ensuite à lui donner confiance en la convoquant pour les qualifications de la Coupe du monde de l'UEFA dans le groupe A pour l'Australie et la Nouvelle-Zélande 2023. Gerhardsson l'inclut ensuite dans l'équipe de l'Algarve Cup 2022.

## Vie privée
En 2018, Nildén est en couple avec Viktor Gyökeres, qui est footballeur professionnel. Lorsque Gyökeres est transféré de Suède à Brighton & Hove Albion, Nildén fait un essai dans l'équipe féminine professionnelle du club et est suffisamment impressionnée pour obtenir un contrat.

## Palmarès
Juventus :
- Championne d'Italie : 2021-2022
- Coupe d'Italie : 2021-2022
- Supercoupe d'Italie : 2021

Tottenham Hotspur :
- Coupe d'Angleterre : Finaliste en 2024